# Magnetic (песня Illit)
«Magnetic» — песня, записанная южнокорейской группой Illit для своего дебютного мини-альбома Super Real Me. Она была выпущена в качестве его лид-сингла компанией Belift Lab (Hybe Corporation) 25 марта 2024 года.
Сингл занял первое место в хит-парадах Южной Кореи, Сингапура, Тайваня, Гонконга и Малайзии, а также был третьим в Японии.

## Предыстория
13 февраля 2024 года Belift Lab объявила, что Illit дебютируют в марте 2024 года. 21 февраля было объявлено, что Illit выпустят свой дебютный мини-альбом 25 марта. Пять дней спустя было объявлено, что расширенный спектакль будет называться Super Real Me. 9 марта был опубликован трек-лист, а песня «Magnetic» была объявлена лид-синглом. 16 марта был выпущен тизер-видео с попурри. Тизеры к клипу были выпущены 18 марта, 22 марта и 24 марта. Песня была выпущена вместе с клипом и мини-альбомом 25 марта.

## Композиция
Песня «Magnetic» была написана и спродюсирована в основном Slow Rabbit, южнокорейским композитором и продюсером Пан Си Хёк и Martin, а также американской певицей и автором песен Салем Илезе, Danke, Vincenzo, Lee Yi-jin, английской певицей Софи Ли Макберни, Lauren Amber Aquilina, Marcus Andersson, Kim Kiwi, Oh Hyun-seon (Lalala Studio) и James приняли участие в написании. Описанная как танцевальная песня с элементами плагнб и хауса, она характеризуется «арпеджио синтезаторов и динамичным басом», с текстом о «сравнении сердца, которое бежит на полной скорости к человеку, который тебе нравится, с магнитом». «Magnetic» была написана в тональности фа-диез мажор, с темпом 131 удар в минуту.

## Продвижение
Перед выпуском мини-альбома Super Real Me 25 марта 2024 года группа Illit провела живой шоукейс, направленный на представление их релиза и его песен, включая «Magnetic». Впоследствии они выступили в трёх телевизионных музыкальных программах Южной Кореи: M Countdown на телеканале Mnet 28 марта, в программе Music Bank на канале корпорации Korean Broadcasting System 29 марта и The Show на канале SBS M 2 апреля.

## Коммерческий успех
«Magnetic» дебютировал под номером 20 в новозеландском чарте RMNZ Hot Singles от 1 апреля 2024 года. В Великобритании «Magnetic» стал первой дебютной песней в стиле к-поп, попавшей в Official Singles Chart, войдя в него на восьмидесятом месте. «Magnetic» заняла 91-е место в чарте лучших песен Hot 100 американского Billboard, дав первое появление в чарте группы ILLIT. «Magnetic» также стала единственной в эту неделю дебютной песней к-поп исполнителя, вошедшей в чарт Hot 100. Песня «Magnetic» получила 6,2 миллиона официальных стрим-потоков в США (рост на 1 %) и 428 000 радиопрослушиваний (рост на 43 %) с 5 по 11 апреля, по данным Luminate. Песня стала хитом и на международном уровне. Она занимает 3-е место в чарте Billboard Global Excl. U.S., спустя неделю после достижения 2-го места, и поднимается на 6-ю строчку в Billboard Global 200. Кроме того, песня заняла первое место в чартах Billboard Hong Kong Songs, Singapore Songs, South Korean Songs и Taiwan Songs. Благодаря успеху песни «Magnetic» Illit стали второй к-поп группой, вошедшей в чарт Hot 100 в 2024 году, после Le Sserafim с песней «Easy» в марте. В целом, Illit — девятая к-поп группа, попавшая в Hot 100, после (в порядке первого появления) Wonder Girls, BTS, Blackpink, Twice, NewJeans, Fifty Fifty, Stray Kids и Le Sserafim.
В итоге сингл занял первое место в хит-парадах Сингапура, Тайваня, Гонконга, Малайзии и Южной Кореи, был третьим в Японии.

## Признание

### Награды и номинации
| Церемония             | Год  | Награда                              | Результат | Ссылка |
| --------------------- | ---- | ------------------------------------ | --------- | ------ |
| Japan Gold Disc Award | 2025 | Song of the Year by Download (Asia)  | Победа    | [ 25 ] |
| Japan Gold Disc Award | 2025 | Song of the Year by Streaming (Asia) | Победа    | [ 25 ] |
| Japan Gold Disc Award | 2025 | Best 5 Songs by Streaming            | Победа    | [ 25 ] |

В нескольких южнокорейских музыкальных программах песня «Magnetic» заняла первые места, в том числе, в эпизодах The Show от 2 и 9 апреля, 13 апреля в эпизоде Show! Music Core и 17 апреля в эпизоде Show Champion.
| Программа        | Дата           | Ссылка |
| ---------------- | -------------- | ------ |
| Inkigayo         | 21 апреля 2024 | [ 26 ] |
| M Countdown      | 18 апреля 2024 | [ 27 ] |
| Music Bank       | 19 апреля 2024 | [ 28 ] |
| The Show         | 2 апреля 2024  | [ 29 ] |
| The Show         | 9 апреля 2024  | [ 30 ] |
| Show! Music Core | 13 апреля 2024 | [ 31 ] |
| Show! Music Core | 20 апреля 2024 | [ 32 ] |
| Show Champion    | 17 апреля 2024 | [ 33 ] |

### Списки критиков
| Публикация | Год  | Список                                                   | Место | Ссылка |
| ---------- | ---- | -------------------------------------------------------- | ----- | ------ |
| Billboard  | 2024 | The 20 Best K-Pop Songs of 2024 (So Far): Critic’s Picks | 8th   | [ 34 ] |
| NME        | 2024 | NME’s 50 Best Songs of 2024                              | 27th  | [ 35 ] |
| NPR        | 2024 | 124 Best Songs of 2024                                   | н/д   | [ 36 ] |

## Чарты
| Чарт (2024)                               | Высшая позиция |
| ----------------------------------------- | -------------- |
| Австралия (ARIA)                          | 29             |
| Канада (Canadian Hot 100)                 | 37             |
| Мир (Global 200, Billboard)               | 6              |
| Мир (Global Excl. U.S. (Billboard)        | 2              |
| Гонконг (Hong Kong, Billboard)            | 1              |
| Индонезия (Billboard)                     | 5              |
| Япония (Japan Hot 100)                    | 3              |
| Япония (Combined Singles, Oricon)         | 4              |
| Малайзия (Malaysia Songs, Billboard)      | 1              |
| Малайзия (RIM)                            | 1              |
| Нидерланды (Global Top 40)                | 6              |
| Новая Зеландия (Recorded Music NZ)        | 30             |
| Филиппины (Philippines Songs, Billboard)  | 8              |
| Россия (Airplay, TopHit)                  | 14             |
| Сингапур (RIAS)                           | 1              |
| Республика Корея (Circle)                 | 1              |
| Китайская Республика (Billboard)          | 1              |
| Великобритания (OCC UK Singles)           | 80             |
| Великобритания (OCC UK Indie)             | 24             |
| США (Billboard Hot 100)                   | 91             |
| США (World Digital Song Sales, Billboard) | 6              |

## Сертификации
| Регион | Сертификация  | Продажи     |
| --- | ------------- | ----------- |
| Новая Зеландия (RMNZ) | Золотой       | 15 000      |
| Стриминг |               |             |
| Япония (RIAJ) | 2× Платиновый | 200 000 000 |
| Данные о продажах + прослушиваниях приведены только на основе сертификации. · Данные только о прослушиваниях приведены на основе сертификации. |               |             |